# گنتا اوموتهارا
گنتا اوموتهارا (انگلیسی: Genta Omotehara؛ زادهٔ ۲۸ فوریهٔ ۱۹۹۶) بازیکن فوتبال اهل ژاپن است که در تیم ملی فوتبال زیر ۲۰ سال ژاپن بازی کرده‌است.